# Viadana foreli
Viadana foreli är en insektsart som först beskrevs av Henri Saussure och Francois Jules Pictet de la Rive 1898.  Viadana foreli ingår i släktet Viadana och familjen vårtbitare. Inga underarter finns listade i Catalogue of Life.